# Walahonidi
I Walahonidi, in tedesco Walahonen, furono gli esponenti di una dinastia vissuta nel IX secolo che ottenne molti uffici comitali sul Medio Reno. La sua importanza risiede soprattutto nei rapporti familiari con i Robertingi, i Corradinidi ed i Saliani, risultando in tal modo l'anello di congiunzione tra queste illustri dinastie medievali.
Negli anni dall'842 al 902 si attestano nelle fonti conti con il nome di Walaho (denominabili anche come Guarniero/Werner) - anche se non si sa esattamente quante persone siano coinvolte - che operarono nel Nahegau, Niddagau, Speyergau e nel Wormsgau.
Il membro più noto della famiglia è Walaho IV († probabilmente dopo l'891), chiamato anche Guarniero IV, che sposò Oda, figlia di Roberto III di Hesbaye († prima dell'834) della dinastia robertinge; egli fu il successore di Roberto e dei suoi figli Guntram († 837) e Roberto il Forte a Wormsgau, quando quest'ultimo spostò il centro delle sue attività nel regno dei Franchi Occidentali.
Probabilmente una figlia di Walaho e Oda fu Viltrude, che sposò il corradinide Eberardo († 902/903), conte di Niederlahngau e Ortenau e zio del successivo re tedesco Corrado I di Franconia. Una figlia di Viltrude ed Eberardo, a sua volta, avrebbe potuto essere la moglie del conte di Worms Guarniero (V), il primo appartenente alla dinastia salica storicamente accertabile.
Un altro Walaho è attestato negli anni 891/902. Egli era il padre di un certo conte Burcardo, attestato nel 905, che sposò Gisela, la vedova di Meingaud († 892), che era stato conte a Maienfeld e anche a Wormsgau. Entrambe le contee passarono a Burcardo. Almeno il Wormsgau, tuttavia, venne retto da lui solo dopo il governo di suo padre Walaho.
Un terzo Walahone è noto nello stesso periodo, il conte Stefano, che era uno dei sostenitori dell'imperatore Arnolfo di Carinzia nella Lotaringia. Egli fu un oppositore del figlio di Arnolfo, Sventibaldo, ed il 13 agosto 900 (Arnolfo morì nell'899) fu uno di quelli che lo uccisero in battaglia. Due anni dopo questo atto, alla fine del 901, lo stesso Stefano fu ucciso violentemente.
Generalmente si presume che i Walahonidi siano collegati alla dinastia salica, senza che il rapporto esatto di tale collegamento sia chiaro. Le ragioni addotte per questo sono:
- I Saliani e i Walahonidi furono conti nella stessa circoscrizione;
- Nell'anno 900 un Walaho è attestato come abate laico nel monastero salico di Hornbach;
- I Saliani hanno rilevato l'eredità dei Walahon, consistente in comitati e terre.